# 格蘭特鎮區 (堪薩斯州克勞福德縣)
格蘭特鎮區（英語：Grant Township）為位在美國堪薩斯州克勞福德縣的鎮區。2010年美国人口普查中該鎮區人口有236人。

## 地理
格蘭特鎮區涵蓋面積145.62平方（56.22平方英里），境內無城市設立。

### 墓園
根據美國地質調查局的資料，此鎮區擁有2座墓園：
- 米爾斯墓園（Mills Cemetery）
- 斯潘格勒墓園（Spangler Cemetery）

## 人口統計
根據2010年美國人口普查，格蘭特鎮區人口有236人，人口密度為1.62人/每平方公里。此鎮區居民之種族有94.92%為白人；0%為非裔美洲人；1.69%為美洲原住民；0%為亞洲人；0%為太平洋島民；0.42%為其他種族；另外有2.97%為混血種族。而西班牙裔或拉丁裔美洲人佔此鎮區人口的0.85%。

## 外部連結
- US-Counties.com
- City-Data.com （页面存档备份，存于）